# Hetaerina rudis
Hetaerina rudis је инсект из реда Odonata.

## Угроженост
Ова врста се сматра рањивом у погледу угрожености врсте од изумирања.

## Распрострањење
Врста има станиште у Гватемали и Мексику.

## Станиште
Станишта врсте су шуме и слатководна подручја.